# Bembidion innocuum
Bembidion innocuum är en skalbaggsart som beskrevs av Thomas Casey. Bembidion innocuum ingår i släktet Bembidion och familjen jordlöpare. Inga underarter finns listade i Catalogue of Life.